# Dennis Berthod
Dennis Berthod (Aosta, 31 luglio 2003) è un giocatore di calcio a 5 italiano.

## Carriera
Il 21 dicembre 2021 Berthod debutta nella nazionale italiana, giocando il secondo tempo dell'incontro amichevole vinto dagli azzurri per 4-3 contro l'Iran. Il 17 gennaio 2022 viene incluso nella lista definitiva dell'Italia per il campionato europeo nel ruolo di secondo portiere, inizialmente alle spalle di Mammarella e quindi di Pietrangelo. Nonostante non scenda in campo, Berthod diventa il giocatore più giovane a essere convocato alla rassegna continentale (18 anni e 173 giorni). Nel settembre del 2022 gioca da titolare il campionato europeo Under-19, nel quale gli azzurrini si fermano alla fase a gironi. 

## Palmarès
- Supercoppa di Spagna: 1
Cartagena: 2023
- Campionato spagnolo: 1
Cartagena: 2023-2024